# 18-я Хорватская Восточно-Боснийская бригада
18-я Хорватская Восточно-Боснийская бригада (сербохорв. Осамнаеста хрватска источнобосанска бригада НОВЈ / Osamnaesta hrvatska istočnobosanska brigada) — бригада народно-освободительной армии Югославии, участвовавшая в Народно-освободительной войне Югославии. Состояла преимущественно из хорватов Боснии и Герцеговины.

## История
Образована 10 октября 1943 года. Место образования бригады — село Хусино около Тузлы, которое уже 40 дней было под контролем партизан. В бригаду вошли хорваты из Букине, Креке, Молух и иных деревень долины реки Спреча и района горы Маевица. Из некоторых деревень Тузлы в бригаду отказывались отправлять людей, вследствие чего их пришлось насильно мобилизовать. Со временем в бригаду стали призываться дезертиры из Хорватского домобранства. Командиром бригады был Франьо Херлевич, 3-м хусинским батальоном командовал Мийо «Гуя» Керошевич, политруком 1-й роты был его дядя Юро Керошевич.
10 октября 1943 года в Живиницах у Тузлы также была образована 27-я Восточно-Боснийская дивизия 3-го Боснийского ударного корпуса, куда вошли 18-я Хорватская бригада, 2-я Краинская ударная бригада, 17-я Маевицкая бригада, Бирчанский и Романийский партизанские отряды. Она была образована как 3-я ударная дивизия, получив название 27-я ударная дивизия 17 октября. 6 ноября 1944 года (по другим данным, 10 ноября) в Брджанах у Биелины была образована 38-я Восточно-Боснийская дивизия, куда были переведены 17-я Маевицкая и 18-я Хорватская бригады, а также вошли Маевицкий, Тузланский и Посавско-Требавский партизанские отряды. Дивизия также подчинялась 3-му Боснийскому ударному корпусу.
18-я Хорватская Восточно-Боснийская бригада участвовала в различных боях, в том числе в освобождении Тешани и Сараево. В ходе заключительных боёв против сателлитов Германии в бригаду была мобилизована 15-летняя Миряна Калабич, дочь воеводы четников Николы Калабича.